# Lista de eventos do Pride Fighting Championships
Abaixo está uma lista dos eventos de artes marciais mistas dirigidos pelo Pride Fighting Championships.
| Nº | Evento                              | Nome Inglês              | Nome Japonês            | Data                    | Arena                      | Local     | País  | Público |
| -- | ----------------------------------- | ------------------------ | ----------------------- | ----------------------- | -------------------------- | --------- | ----- | ------- |
| 68 | Pride 34                            | Kamikaze                 | N/A                     | 8 de abril de 2007      | Saitama Super Arena        | Saitama   | Japão |         |
| 67 | Pride 33                            | The Second Coming        | N/A                     | 24 de fevereiro de 2007 | Thomas & Mack Center       | Las Vegas | EUA   | 12.911  |
| 66 | Pride Shockwave 2006                | N/A                      | Otoko Matsuri - Fumetsu | 31 de dezembro de 2006  | Saitama Super Arena        | Saitama   | Japão | 48.709  |
| 65 | Pride Bushido 13                    | N/A                      | N/A                     | 5 de novembro de 2006   | Yokohama Arena             | Yokohama  | Japão |         |
| 64 | Pride 32                            | The Real Deal            | N/A                     | 21 de outubro de 2006   | Thomas & Mack Center       | Las Vegas | EUA   | 11.727  |
| 63 | Pride Final Conflict Absolute       | N/A                      | N/A                     | 10 de setembro de 2006  | Saitama Super Arena        | Saitama   | Japão |         |
| 62 | Pride Bushido 12                    | N/A                      | 2nd Round               | 27 de agosto de 2006    | Nagoya Rainbow Hall        | Nagoya    | Japão |         |
| 61 | Pride Critical Countdown Absolute   | N/A                      | N/A                     | 1 de julho de 2006      | Saitama Super Arena        | Saitama   | Japão |         |
| 60 | Pride Bushido 11                    | N/A                      | N/A                     | 4 de junho de 2006      | Saitama Super Arena        | Saitama   | Japão |         |
| 59 | Pride Total Elimination Absolute    | N/A                      | N/A                     | 5 de maio de 2006       | Osaka Dome                 | Osaka     | Japão |         |
| 58 | Pride Bushido 10                    | N/A                      | N/A                     | 2 de abril de 2006      | Ariake Coliseum            | Tóquio    | Japão |         |
| 57 | Pride 31                            | Unbreakable              | Dreamers                | 26 de fevereiro de 2006 | Saitama Super Arena        | Saitama   | Japão |         |
| 56 | Pride Shockwave 2005                | N/A                      | Otokomatsuri - Itadaki  | 31 de dezembro de 2005  | Saitama Super Arena        | Saitama   | Japão | 49.801  |
| 55 | Pride 30                            | Fully Loaded             | Starting Over           | 23 de outubro de 2005   | Saitama Super Arena        | Saitama   | Japão |         |
| 54 | Pride Bushido 9                     | The Tournament           | N/A                     | 25 de setembro de 2005  | Ariake Coliseum            | Tóquio    | Japão | 10.775  |
| 53 | Pride Final Conflict 2005           | N/A                      | Ketsushosen             | 28 de agosto de 2005    | Saitama Super Arena        | Saitama   | Japão |         |
| 52 | Pride Bushido 8                     | N/A                      | N/A                     | 17 de julho de 2005     | Nagoya Rainbow Hall        | Nagoya    | Japão |         |
| 51 | Pride Critical Countdown 2005       | N/A                      | 2nd Round               | 26 de junho de 2005     | Saitama Super Arena        | Saitama   | Japão |         |
| 50 | Pride Bushido 7                     | N/A                      | N/A                     | 22 de maio de 2005      | Ariake Coliseum            | Tóquio    | Japão |         |
| 49 | Pride Total Elimination 2005        | N/A                      | Kaimakusen              | 23 de abril de 2005     | Osaka Dome                 | Osaka     | Japão | 45.423  |
| 48 | Pride Bushido 6                     | N/A                      | N/A                     | 3 de abril de 2005      | Yokohama Arena             | Yokohama  | Japão |         |
| 47 | Pride 29                            | Fists Of Fire            | Survival                | 20 de fevereiro de 2005 | Saitama Super Arena        | Saitama   | Japão | 22.047  |
| 46 | Pride Shockwave 2004                | N/A                      | Otoko Matsuri - Sadame  | 31 de dezembro de 2004  | Saitama Super Arena        | Saitama   | Japão | 48.398  |
| 45 | Pride 28                            | High Octane              | N/A                     | 31 de outubro de 2004   | Saitama Super Arena        | Saitama   | Japão | 24.028  |
| 44 | Pride Bushido 5                     | N/A                      | N/A                     | 14 de outubro de 2004   | Osaka Castle Hall          | Osaka     | Japão |         |
| 43 | Pride Final Conflict 2004           | N/A                      | Final Round             | 15 de agosto de 2004    | Saitama Super Arena        | Saitama   | Japão | 47.629  |
| 42 | Pride Bushido 4                     | N/A                      | N/A                     | 19 de julho de 2004     | Nagoya Rainbow Hall        | Nagoya    | Japão |         |
| 41 | Pride Critical Countdown 2004       | N/A                      | 2nd Round               | 20 de junho de 2004     | Saitama Super Arena        | Saitama   | Japão | 43.711  |
| 40 | Pride Bushido 3                     | N/A                      | N/A                     | 23 de maio de 2004      | Yokohama Arena             | Yokohama  | Japão |         |
| 39 | Pride Total Elimination 2004        | N/A                      | 1st Round               | 25 de abril de 2004     | Saitama Super Arena        | Saitama   | Japão | 42.110  |
| 38 | Pride Bushido 2                     | N/A                      | N/A                     | 15 de fevereiro de 2004 | Yokohama Arena             | Yokohama  | Japão |         |
| 37 | Pride 27                            | Inferno                  | Triumphal Return        | 1 de fevereiro de 2004  | Osaka Castle Hall          | Osaka     | Japão | 13.366  |
| 36 | Pride Shockwave 2003                | N/A                      | Otoko Matsuri           | 31 de dezembro de 2003  | Saitama Super Arena        | Saitama   | Japão | 39.716  |
| 35 | Pride Final Conflict 2003           | N/A                      | Ketsushosen             | 9 de novembro de 2003   | Tokyo Dome                 | Tóquio    | Japão | 67.451  |
| 34 | Pride Bushido 1                     | N/A                      | N/A                     | 5 de outubro de 2003    | Saitama Super Arena        | Saitama   | Japão |         |
| 33 | Pride Total Elimination 2003        | N/A                      | Kaimakusen              | 10 de agosto de 2003    | Saitama Super Arena        | Saitama   | Japão | 40.316  |
| 32 | Pride 26                            | Bad to the Bone          | Reborn                  | 8 de junho de 2003      | Yokohama Arena             | Yokohama  | Japão |         |
| 31 | Pride 25                            | Body Blow                | N/A                     | 16 de março de 2003     | Yokohama Arena             | Yokohama  | Japão |         |
| 30 | Pride 24                            | Cold Fury 3              | N/A                     | 23 de dezembro de 2002  | Marine Messe Fukuoka       | Fukuoka   | Japão |         |
| 29 | Pride 23                            | Championship Chaos 2     | N/A                     | 24 de novembro de 2002  | Tokyo Dome                 | Tóquio    | Japão |         |
| 28 | Pride The Best Vol.3                | N/A                      | N/A                     | 20 de outubro de 2002   | Differ Ariake Arena        | Tóquio    | Japão |         |
| 27 | Pride 22                            | Beasts From The East 2   | N/A                     | 29 de setembro de 2002  | Nagoya Rainbow Hall        | Nagoya    | Japão |         |
| 26 | Pride Shockwave 2002                | Shockwave                | Dynamite!               | 28 de agosto de 2002    | Estádio Olímpico de Tóquio | Tóquio    | Japão | 91.107  |
| 25 | Pride The Best Vol.2                | N/A                      | N/A                     | 20 de julho de 2002     | Differ Ariake Arena        | Tóquio    | Japão |         |
| 24 | Pride 21                            | Demolition               | N/A                     | 23 de junho de 2002     | Saitama Super Arena        | Saitama   | Japão |         |
| 23 | Pride 20                            | Armed and Ready          | N/A                     | 28 de abril de 2002     | Yokohama Arena             | Yokohama  | Japão |         |
| 22 | Pride 19                            | Bad Blood                | N/A                     | 24 de fevereiro de 2002 | Saitama Super Arena        | Saitama   | Japão |         |
| 21 | Pride The Best Vol.1                | N/A                      | N/A                     | 22 de fevereiro de 2002 | Korakuen Hall              | Tóquio    | Japão |         |
| 20 | Pride 18                            | Cold Fury 2              | N/A                     | 23 de dezembro de 2001  | Marine Messe Fukuoka       | Fukuoka   | Japão |         |
| 19 | Pride 17                            | Championship Chaos       | N/A                     | 3 de novembro de 2001   | Tokyo Dome                 | Tóquio    | Japão | 53.200  |
| 18 | Pride 16                            | Beasts From The East     | N/A                     | 24 de setembro de 2001  | Osaka Castle Hall          | Osaka     | Japão |         |
| 17 | Pride 15                            | Raging Rumble            | N/A                     | 29 de julho de 2001     | Saitama Super Arena        | Saitama   | Japão | 27.323  |
| 16 | Pride 14                            | Clash of the Titans      | N/A                     | 27 de maio de 2001      | Yokohama Arena             | Yokohama  | Japão |         |
| 15 | Pride 13                            | Collision Course         | N/A                     | 25 de março de 2001     | Saitama Super Arena        | Saitama   | Japão |         |
| 14 | Pride 12                            | Cold Fury                | N/A                     | 9 de dezembro de 2000   | Saitama Super Arena        | Saitama   | Japão | 26.882  |
| 13 | Pride 11                            | Battle of the Rising Sun | N/A                     | 31 de outubro de 2000   | Osaka Castle Hall          | Osaka     | Japão | 13.500  |
| 12 | Pride 10                            | Return of the Warriors   | N/A                     | 27 de agosto de 2000    | Seibu Dome                 | Saitama   | Japão | 35.000  |
| 11 | Pride 9                             | New Blood                | N/A                     | 4 de junho de 2000      | Nagoya Rainbow Hall        | Nagoya    | Japão |         |
| 10 | Pride Grand Prix 2000 Finals        | N/A                      | N/A                     | 1 de maio de 2000       | Tokyo Dome                 | Tóquio    | Japão | 48.316  |
| 9  | Pride Grand Prix 2000 Opening Round | N/A                      | N/A                     | 30 de janeiro de 2000   | Tokyo Dome                 | Tóquio    | Japão | 48.316  |
| 8  | Pride 8                             | N/A                      | N/A                     | 21 de novembro de 1999  | Ariake Coliseum            | Tóquio    | Japão |         |
| 7  | Pride 7                             | N/A                      | N/A                     | 12 de setembro de 1999  | Yokohama Arena             | Yokohama  | Japão | 10.031  |
| 6  | Pride 6                             | N/A                      | N/A                     | 4 de julho de 1999      | Yokohama Arena             | Yokohama  | Japão |         |
| 5  | Pride 5                             | N/A                      | N/A                     | 29 de abril de 1999     | Nagoya Rainbow Hall        | Nagoya    | Japão |         |
| 4  | Pride 4                             | N/A                      | N/A                     | 11 de outubro de 1998   | Tokyo Dome                 | Tóquio    | Japão |         |
| 3  | Pride 3                             | N/A                      | N/A                     | 24 de junho de 1998     | Nippon Budokan             | Tóquio    | Japão |         |
| 2  | Pride 2                             | N/A                      | N/A                     | 5 de março de 1998      | Yokohama Arena             | Yokohama  | Japão |         |
| 1  | Pride 1                             | N/A                      | N/A                     | 11 de outubro de 1997   | Tokyo Dome                 | Tóquio    | Japão | 47.000  |

## Locais dos eventos
Sete cidades em dois países sediaram um total de 68 eventos:
- Japão (66)

Saitama – 25
Tóquio – 16
Yokohama – 11
Nagoya – 6
Osaka – 6
Fukuoka – 2
- Estados Unidos (2)

Las Vegas, Nevada – 2

## Ligações Externas
- «Pride events». Sherdog.com. Consultado em 14 de setembro de 2011. Arquivado do original em 8 de maio de 2008